# Sylvie Richterová
Sylvie Richterová (Brno, 20 de agosto de 1945) es una novelista, poeta, ensayista y traductora checa.

## Biografía
Sylvie Richterová estudió lengua y literatura moderna en la Universidad Carolina de Praga, obteniendo el doctorado en literatura francesa.
En 1971 se trasladó a Italia, concretamente a Roma, donde comenzó dando clases de lengua checa, labor que ha continuado desempeñando hasta 2009.
También ha impartido clases de checo y literatura en las universidades de Padua y Viterbo, y ha sido investigadora en el Instituto de Filología Eslava.

## Obra
El debut literario de Sylvie Richterová se produjo con Návraty un ztráty Jiné, libro aparecido en forma de samizdat, que trata de como era la infancia en la década de 1950.
Le siguieron Místopis —originalmente publicado en Colonia (Alemania)—  y el texto en prosa Slabikář otcovského jazyka (1991).
Por su obra Slova a ticho: Eseje o české literatuře —que compendia el trabajo de ocho grandes autores checos como Jaroslav Hašek, Milan Kundera o Vera Linhartová—, Richterová recibió un premio especial de la Fundación de Literatura Checa. Su posterior Ticho a Smích (1997) fue concebido de forma similar y la colección de ensayos sobre crítica literaria Místo domova (2004) analizó los trabajos de otros novelistas como Bohumil Hrabal, Josef Hiršal y Jiří Kolář. Estas tres obras conforman una trilogía.
Una de las obras más notables de Richterová es la novela Druhé loučení (1994), donde la autora busca los valores esenciales —la casa, el padre— a través de sus protagonistas.
La mayoría de los personajes de la novela se convierten, al menos durante unas páginas, en narradores, por lo que multiplican las perspectivas de lo que se está leyendo.
Diez años más tarde (2014), Richterová escribió una continuación que lleva por título Každá věc ať dospěje na své místo. Personajes ya conocidos y otros nuevos se desenvuelven a través del siglo XX por todo el continente europeo.
Sobre este libro, Peter Nagy ha indicado que una obra que aborda tantos traumas nacionales —como por ejemplo la expulsión de los alemanes al término de la Segunda Guerra Mundial—, lo más fácil sería que estuviera escrita en un tono de enfado o reproche, pero que no es el caso. Añade que «aunque hay personajes tanto positivos como negativos en el texto [...] el narrador dota a cada uno de ellos de un grado de empatía inusual».
Dentro de la obra poética de Richterová cabe reseñar la colección Neviditelné jistoty (1994) y Čas věčnost (2003). En 2017 fue galardonada con el premio Tom Stoppard por Eseje o české literatuře.

## Obras

### Prosa y poesía
- Návraty a jiné ztráty (1978)
- Místopis (1983)
- Slabikář otcovského jazyka (1991)
- Rozptýlené podoby (1993)
- Druhé loučení (1994)
- Neviditelné jistoty (1994)
- Čas věčnost (2003)
- Místo domova (2004)

### Ensayo
- Slova a ticho (1986)
- Ticho a smích (1997)